# Maria från Betania

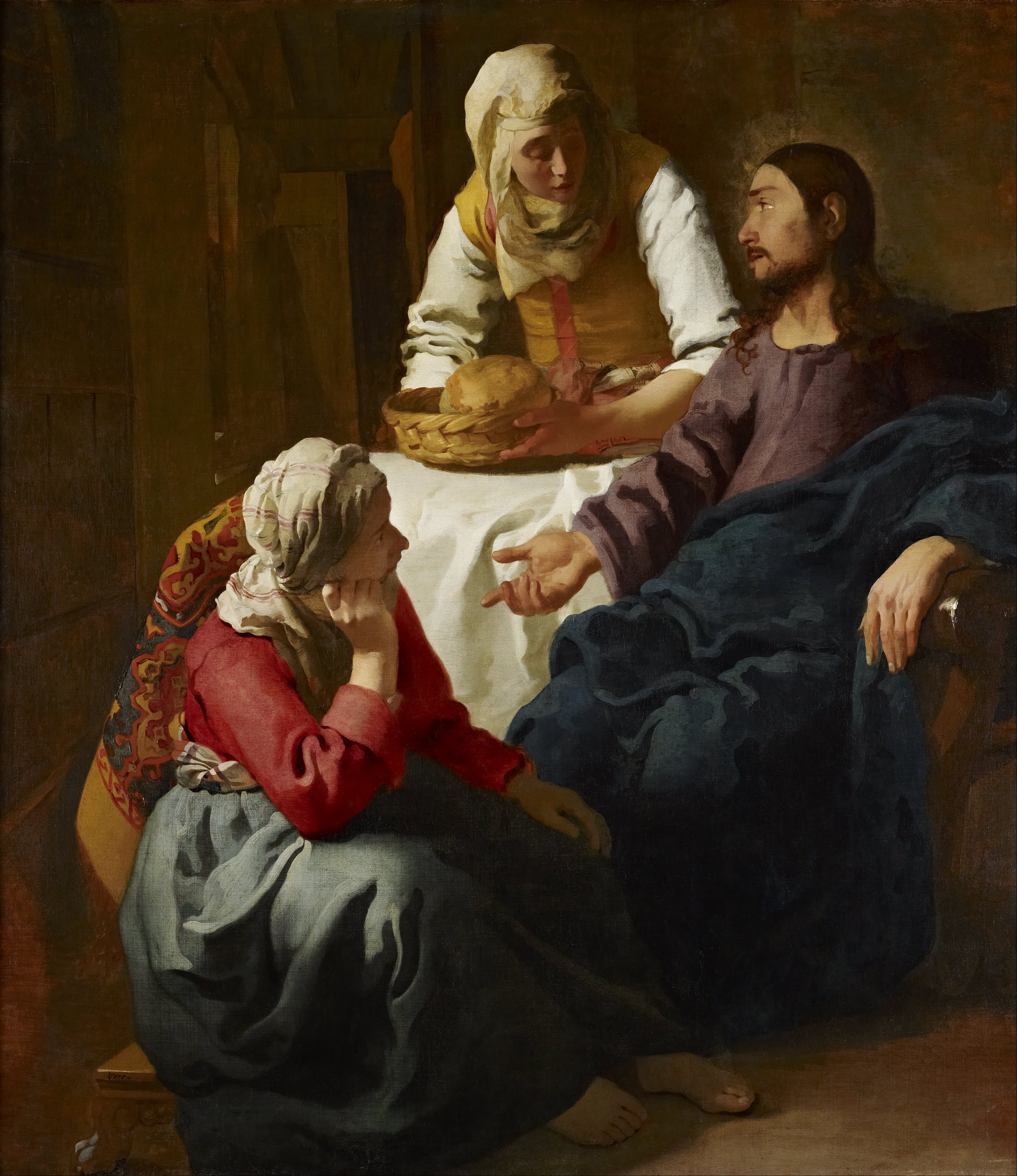
Maria lyssnar och Marta serverar i Vermeers målning Kristus i Martas och Marias hus.

Maria och hennes syskon Marta och Lasaros var enligt Bibeln goda vänner till Jesus. Deras bostad i Betania hade han flera gånger anledning att besöka.

## Omnämnanden
Denna Maria och hennes syskon nämns några gånger i Bibeln:
Lukasevangeliet 10:38–42:
När de nu voro på vandring, gick han in i en by, och en kvinna, vid namn Marta, tog emot honom i sitt hus. Och hon hade en syster, som hette Maria; denna satte sig ned vid Herrens fötter och hörde på hans ord. Men Marta var upptagen av mångahanda bestyr för att tjäna honom. Och hon gick fram och sade: ”Herre, frågar du icke efter att min syster har lämnat alla bestyr åt mig allena? Säg nu till henne att hon hjälper mig.” Då svarade Herren och sade till henne: ”Marta, Marta, du gör dig bekymmer och oro för mångahanda, men allenast ett är nödvändigt. Maria har utvalt den goda delen, och den skall icke tagas ifrån henne.”
Johannesevangeliet 11:1–2
Och en man vid namn Lasarus låg sjuk; han var från Betania, den by där Maria och hennes syster Marta bodde. Det var den Maria som smorde Herren med smörjelse och torkade hans fötter med sitt hår. Och nu låg hennes broder Lasarus sjuk.
Matteusevangeliet 26:6–7 och 13:
Men när Jesus var i Betania, i Simon den spetälskes hus, framträdde till honom en kvinna som hade med sig en alabasterflaska med dyrbar smörjelse; denna göt hon ut över hans huvud, där han låg till bords.
Sannerligen säger jag eder: Varhelst i hela världen detta evangelium bliver predikat, där skall ock det som hon nu har gjort bliva omtalat, henne till åminnelse.
Markusevangeliet 14:3:
Men när han var i Betania, i Simon den spetälskes hus, och där låg till bords, kom en kvinna som hade med sig en alabasterflaska med smörjelse av dyrbar äkta nardus. Och hon bröt sönder flaskan och göt ut smörjelsen över hans huvud.
Johannesevangeliet 12:1–3:
Sex dagar före påsk kom nu Jesus till Betania, där Lasarus bodde, han som av Jesus hade blivit uppväckt från de döda. Där gjorde man då för honom ett gästabud, och Marta betjänade dem, men Lasarus var en av dem som lågo till bords jämte honom. Då tog Maria ett skålpund smörjelse av dyrbar äkta nardus och smorde därmed Jesu fötter; sedan torkade hon hans fötter med sitt hår. Och huset uppfylldes med vällukt av smörjelsen.
Johannesevangeliet 11:18–19 och 28:
Nu låg Betania nära Jerusalem, vid pass femton stadier därifrån, och många judar hade kommit till Marta och Maria för att trösta dem i sorgen över deras broder.
När hon (Marta) hade sagt detta, gick hon bort och kallade på Maria, sin syster, och sade hemligen till henne: ”Mästaren är här och kallar dig till sig.”